# Odontesthes mauleanum
Odontesthes mauleanum, denominado comúnmente cauque del Maule, es una especie ictícola de la familia Atherinidae. Es endémica de Chile.

## Hábitat
Vive en los ríos y lagos de aguas dulces, templadas a frías.

## Distribución geográfica
Se encuentran en América del Sur, en cuencas fluviales pacíficas en el centro y sur de Chile.